# Sagaba Konate
 Sagaba Konate (nascido em 19 de março de 1997) é um Malinês jogador de basquete profissional que joga no Toronto Raptors da National Basketball Association (NBA). Ele cresceu jogando futebol e só começou a jogar basquete em 2014. Ele credita sua melhoria ao tempo gasto na sala de musculação.

## Carreira universitária
Como um jogador universitário na Universidade da Virgínia Ocidental, Konate estabeleceu-se como um especialista em bloqueios tendo médias de 3,2 bloqueios por jogo em seu segundo ano. Além disso, ele teve uma média de 10,8 pontos e 7,6 rebotes por jogo nessa temporada. Konate flertou com o Draft de 2018, mas retirou seu nome e retornou para a universidade.
Durante seu primeiro ano, Konate quebrou o recorde de todos os tempos da WVU em bloqueios com 191. Ele passou a maior parte da temporada afastado devido a uma lesão no joelho.
Após a temporada 2018-2019, Konate se declarou para o Draft de 2019.

## Carreira profissional
Depois de não ser selecionado no Draft, Konate assinou com o Toronto Raptors em 23 de julho de 2019.

## Carreira na seleção
Konate representou a Seleção Malinesa de Basquetebol no Campeonato Africano Sub-18 de 2014 e terminou com a medalha de bronze.

## Estatísticas

### Faculdade
| Ano      | Time     | PJ | MPJ  | AP   | 3P   | LL   | RT  | AS  | BR | TO  | PPJ  |
| -------- | -------- | -- | ---- | ---- | ---- | ---- | --- | --- | -- | --- | ---- |
| 2016–17  | Virginia | 37 | 10.9 | .564 | –    | .636 | 2.8 | .3  | .4 | 1.4 | 4.1  |
| 2017–18  | Virginia | 36 | 25.4 | .510 | –    | .790 | 7.6 | .7  | .4 | 3.2 | 10.8 |
| 2018–19  | Virginia | 8  | 24.1 | .435 | .391 | .813 | 8.0 | 1.4 | .8 | 2.8 | 13.6 |
| Carreira | Carreira | 81 | 18.7 | .509 | .391 | .756 | 5.5 | .6  | .4 | 2.4 | 8.0  |